# 拉佩斯克拉
拉佩斯克拉，是西班牙卡斯蒂利亚-拉曼恰昆卡省的一个市镇。总面积72平方公里，总人口280人（2001年），人口密度4人/平方公里。